# Niederdörfl
Niederdörfl (slowenisch: Dolnja vas) ist eine Ortschaft in der Gemeinde St. Margareten im Rosental im Bezirk Klagenfurt-Land im österreichischen Bundesland Kärnten. Die Ortschaft liegt in Unterkärnten südlich der Drau und wird von 180 Einwohnern (Stand 1. Jänner 2024) bewohnt.

## Geographie

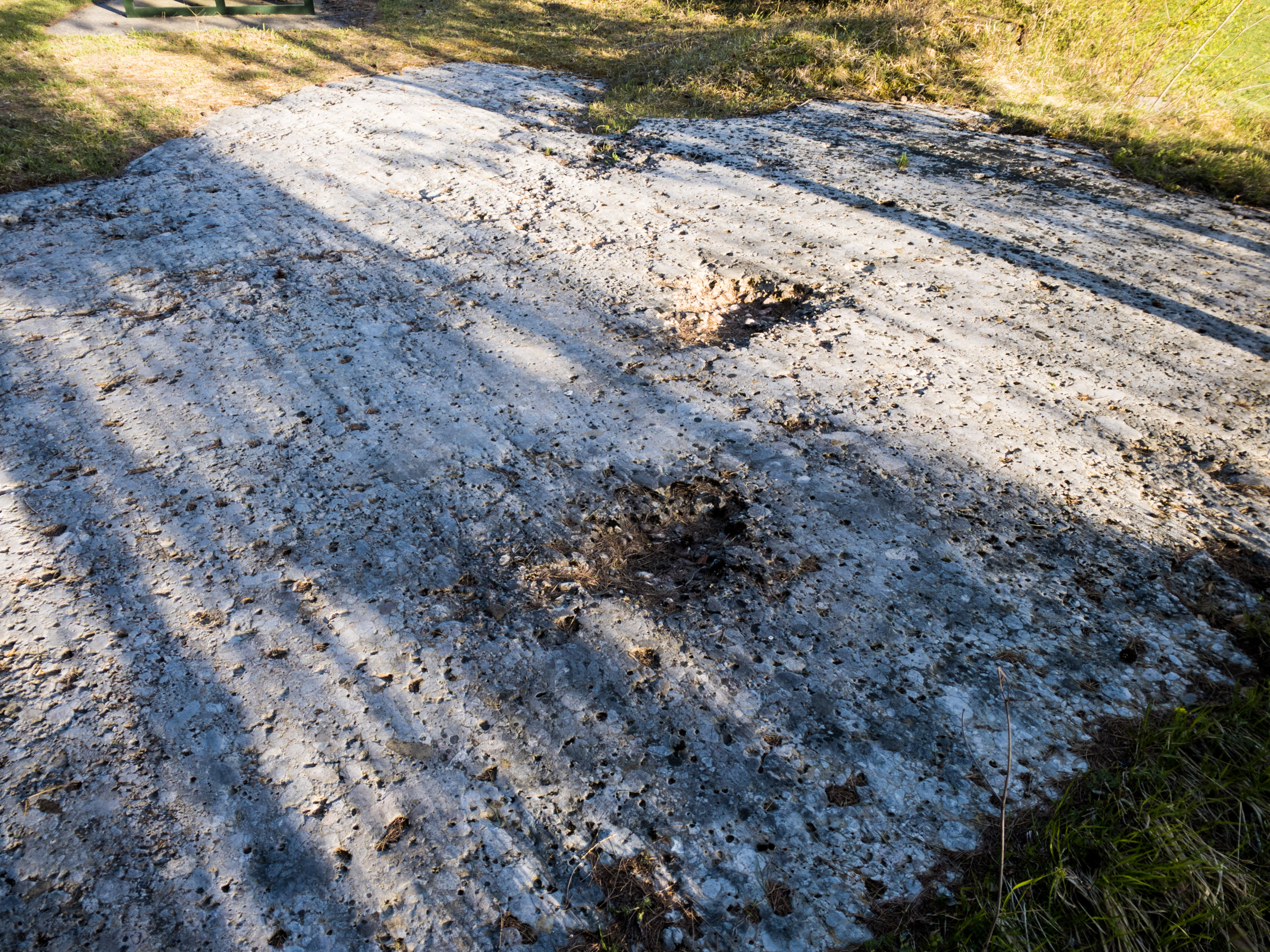
Gletscherschliff am Gupf

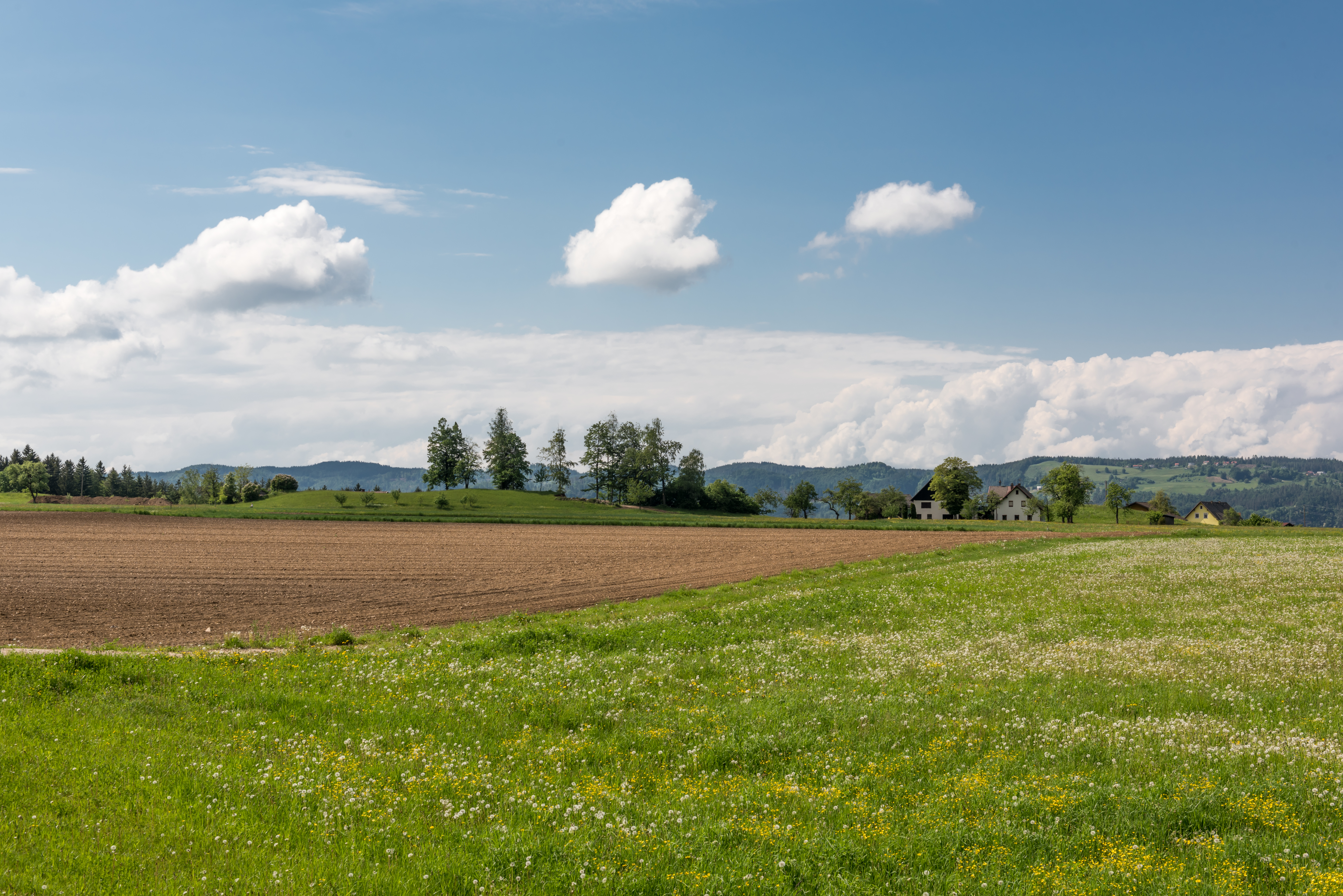
Landschaft bei Niederdörfl

Die ländlich geprägte Katastralgemeinde Niederdörfl (KG-Nummer 72011) mit Feldern, Wiesen und Wald liegt in hügeliger Landschaft. Der Ort Niederdörfl ist ca. 2 km südlich der Drau und rund 1,5 km östlich von St. Margareten im Rosental (slowenisch: Šmarjeta v Rožu). Das zuständige Bezirksgericht ist Ferlach und das Vermessungsamt in Klagenfurt. Die Nachbarkatastralgemeinden sind im Westen St. Margarethen, im Osten Abtei, im Süden Zell bei Sonnegg und im Norden auf der anderen Seite des Stausees Annabrücke die KG Rottenstein.
Öffentlich erreichbar ist Niederdörfl mehrmals am Tag mit den Autobusen der Kärntner Linien (Linie 5338).

## Geschichte

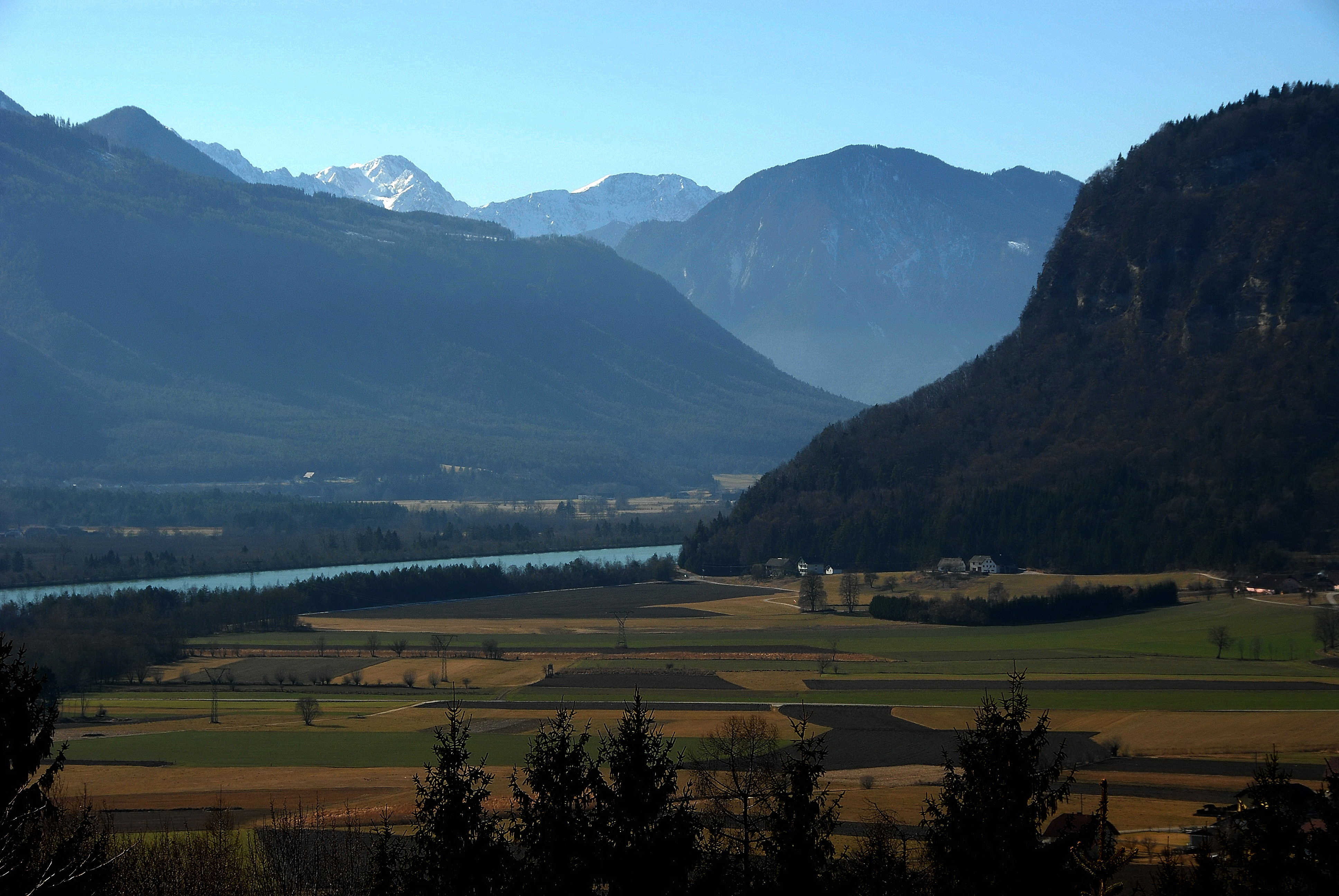
Gebiet der KG Niederdörfl von jenseits der Drau (linker Bereich)

Die slowenischsprachige Ortsbezeichnung ist Dolnja vas, „Vesca“ oder „Spodnja Vesca“. Das sind Übersetzungsnamen von Slowenisch spodnji bzw. dolnji was der untere bedeutet bzw. „vesca“ ist in der slowenischen Mundart das kleine Dorf.
Das Rosental und Jauntal waren wie der Großteil Kärntens während der letzten Eiszeit-Periode, im Hochglazial der Würmeiszeit vor etwa 24.000 Jahren, mit Eis bedeckt. Die Eismassen des Drautal-Gletschers strömten nach Osten bis knapp vor Griffen, Lippitzbach bzw. Bleiburg. Im Bereich von St. Margareten reichte das Eis wie die Moränenwälle am nördlichen Ende des Freibach-Stausees zeigen, während seines Höchststandes bis in etwa 800 m Seehöhe. Der Gletscher hinterließ auf dem Untergrund Eisrandterrassen, Aufschüttungen durch Bäche zwischen Eisrand und Berghang. Dies kann man z. B. nördlich von Niederdörfl zwischen den Gehöften Schuschnig und Plahsnig beobachten. Östlich des Berghofes Grießer befindet sich ein etwa 15 – 20 m² großer Gletscherschliff, der hier das relativ harte jungtertiärer Bärentalkonglomerat zeigt. Auf der Oberfläche des geschliffenen Felsen sieht man zahlreiche parallele Striemen, die im Seitenabstand von 10 – 20 cm etwa in west-östlicher Richtung verlaufen. Sie wurden vom festen Geröll, das an der Unterseite der gleitenden Eismasse eingefroren war, in den Felsuntergrund geritzt und geben die Fließrichtung des Gletschereises an. Darüber hinaus ist der Schliff eine Seltenheit in diesem Gebiet, aus dem bis heute keine anderen Gletscherschliffe bekannt sind.
In der Zeit vor dem 13. November 1902 war Niederdörfl der Name der heutigen Gemeinde Sankt Margarethen, bestehend aus den Katastralgemeinden Niederdörfl, St. Margareten und Gotschuchen.